# José Antonio Noguera Roig
José Antonio Noguera Roig (Valencia, 10 de abril de 1918 - 9 de diciembre de 2003) fue un político de la Comunidad Valenciana, España.
Estudió el bachillerato en el Colegio de los Jesuitas de Valencia. Se licenció en Derecho en la Universidad de Valencia, doctorándose por la Universidad Complutense de Madrid. De 1968 a 1978 fue presidente de la Cámara de Comercio, Industria y Navegación de Valencia, y de 1968 a 1984 de la Feria de Muestras de Valencia. También fue presidente de la Asociación de Ferias de España desde 1978 a 1980. Miembro del Ateneo Mercantil de Valencia, colaboró habitualmente en los diarios Levante-EMV y Las Provincias. 
Fue vicepresidente de la primera Conferencia Permanente de Cámaras de Comercio del Sur de Francia y Norte y Este de España. En las elecciones generales de 1977 fue elegido senador por la circunscripción electoral de Valencia por Unión de Centro Democrático (UCD). Junto con Joaquín Muñoz Peirats y Francesc de Paula Burguera propusieron que la Disposición Transitoria Segunda de la Constitución Española de 1978 reconociera la Comunidad Valenciana como nacionalidad histórica, tal y como hizo con Cataluña o el País Vasco, lo que hubiera permitido un más rápido acceso a la autonomía y una mayor capacidad de asumir competencias estatutarias. La oposición de Fernando Abril Martorell impidió que prosperase la iniciativa, a la que la propia UCD se opuso en la votación de la enmienda.
Ya no se presentó a las elecciones de 1979 y abandonó la política. No obstante, de 1998 hasta el 2003 fue Síndico de Cuentas de la Generalidad Valenciana.